# Улица Каниера (Рига)
Улица Ка́ниера (латыш. Kaņiera iela) расположена в Латгальском предместье города Риги, в историческом районе Кенгарагс. Начинается от перекрёстка улиц Маскавас и Прушу, ведёт в западном и юго-западном направлении до берега Даугавы, далее поворачивает на северо-запад и пролегает вдоль реки до перекрёстка улиц Кенгарага и Аустувес. С другими улицами не пересекается.

## История
Улица Каниера проложена в 1957 году под своим нынешним наименованием, которое никогда не изменялось. Оно дано в честь озера Каниерис в Тукумском крае Латвии, в национальном парке «Кемери».
Улица пересекает территорию бывшей Балтийской льняной мануфактуры, действовавшей до 1940 года.
В 1965 году, с выделением территории под строительство многоэтажного жилого массива, трасса улицы была продлена с включением части бывшей улицы Маза Кенгарага.

## Транспорт

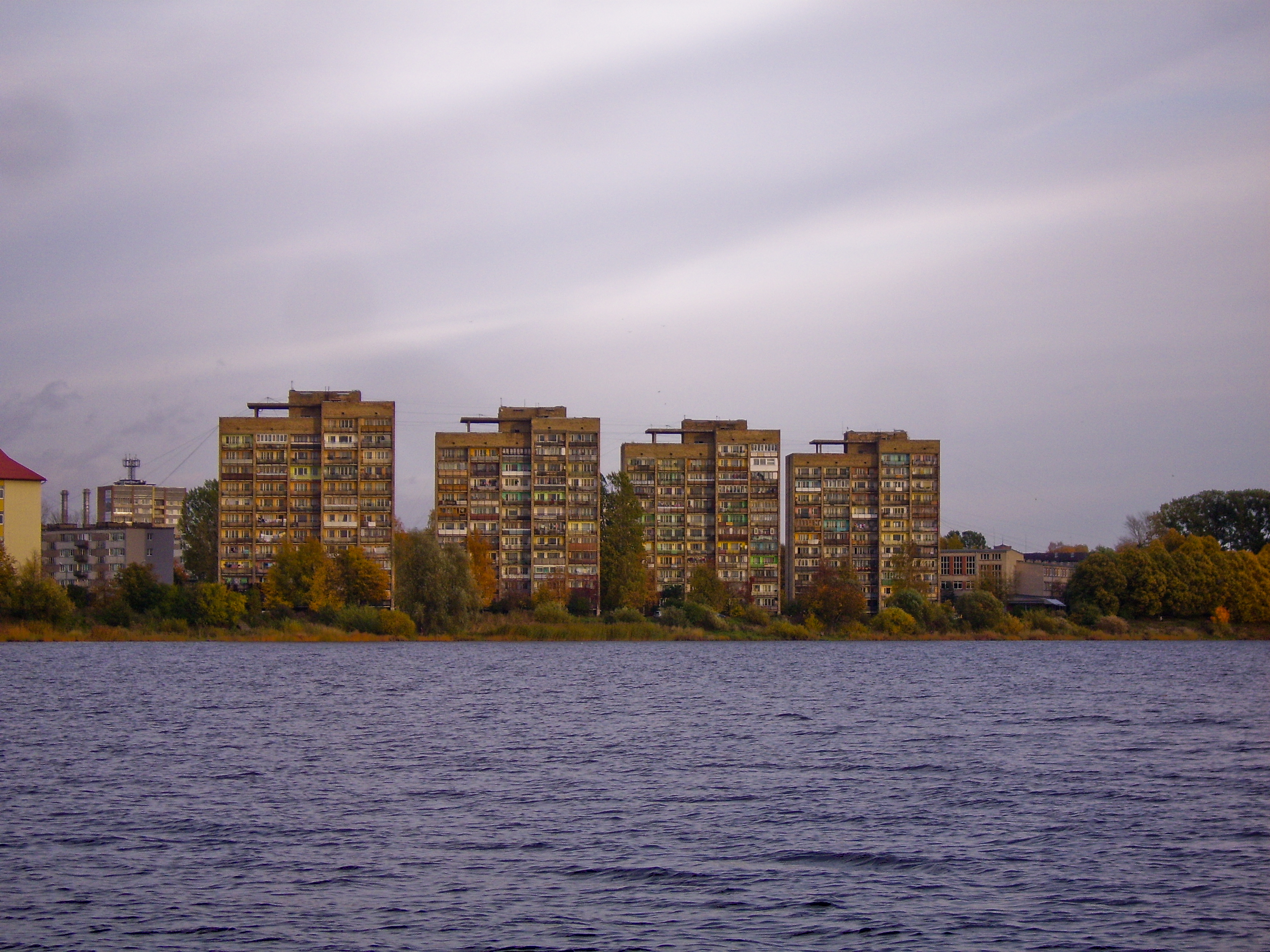
12-этажки улицы Каниера (вид с Южного моста).

Общая длина улицы Каниера составляет 615 метров, разрешено движение в обоих направлениях. Общественный транспорт не курсирует.
Отрезок от начала улицы до берега Даугавы (405 м) асфальтирован. Остальная часть улицы имеет статус жилой зоны, здесь проезжая часть имеет гравийное покрытие, а по берегу реки проложена благоустроенная пешеходно-велосипедная дорожка, являющаяся частью так называемого «Кенгарагского променада».

## Застройка
В начале улицы по нечётной стороне сохраняется фрагмент малоэтажной частной застройки.
- Дом № 10а — бывший детский сад № 31 (1972); в настоящее время здание занимают несколько организаций, преимущественно медицинских[4].
- Дома № 12…18 — комплекс 12-этажных кирпичных домов на берегу Даугавы (1968—1970) — первые жилые 12-этажные здания в Риге, местная доминанта и одна из «визитных карточек» Кенгарагса.
- Дом № 13 — бывшая 7-я городская детская поликлиника (1973), ныне Центр здоровья «Кенгарагс»[5].
- Дом № 15 — бывшая средняя школа № 44 (1965, типовой проект, архитекторы Виталий Фёдоров и Эмилия Лейтане). В настоящее время в здании располагаются Рижский образовательный и информационно-методический центр, педагогическо-медицинская комиссия и другие структуры системы образования.
- Дом № 17 (построен в 1860, перестроен в 1935, архитектор Давид Зариньш) — бывшая якорная станция, место работы якорщиков[6].

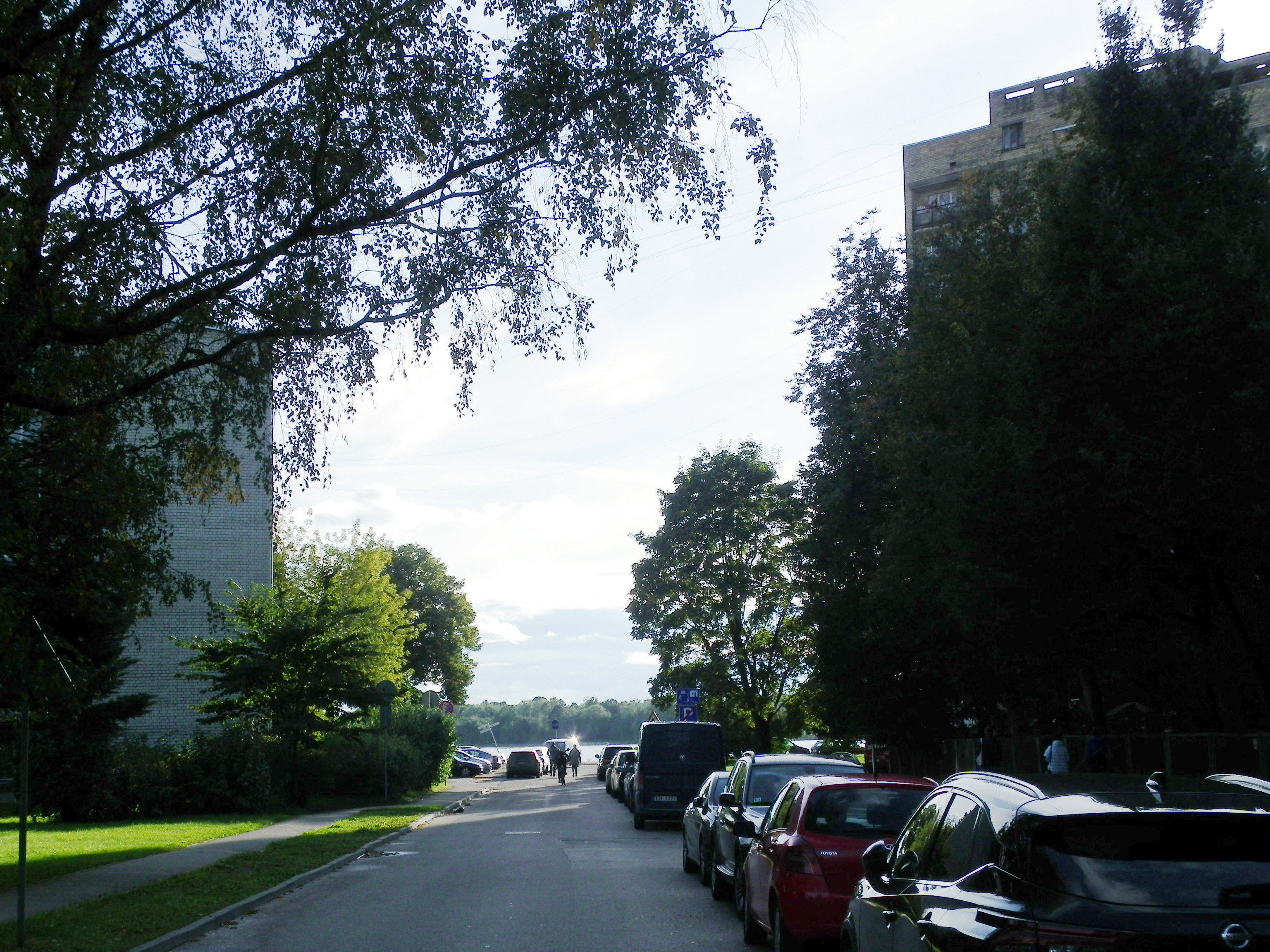
Вид в сторону реки
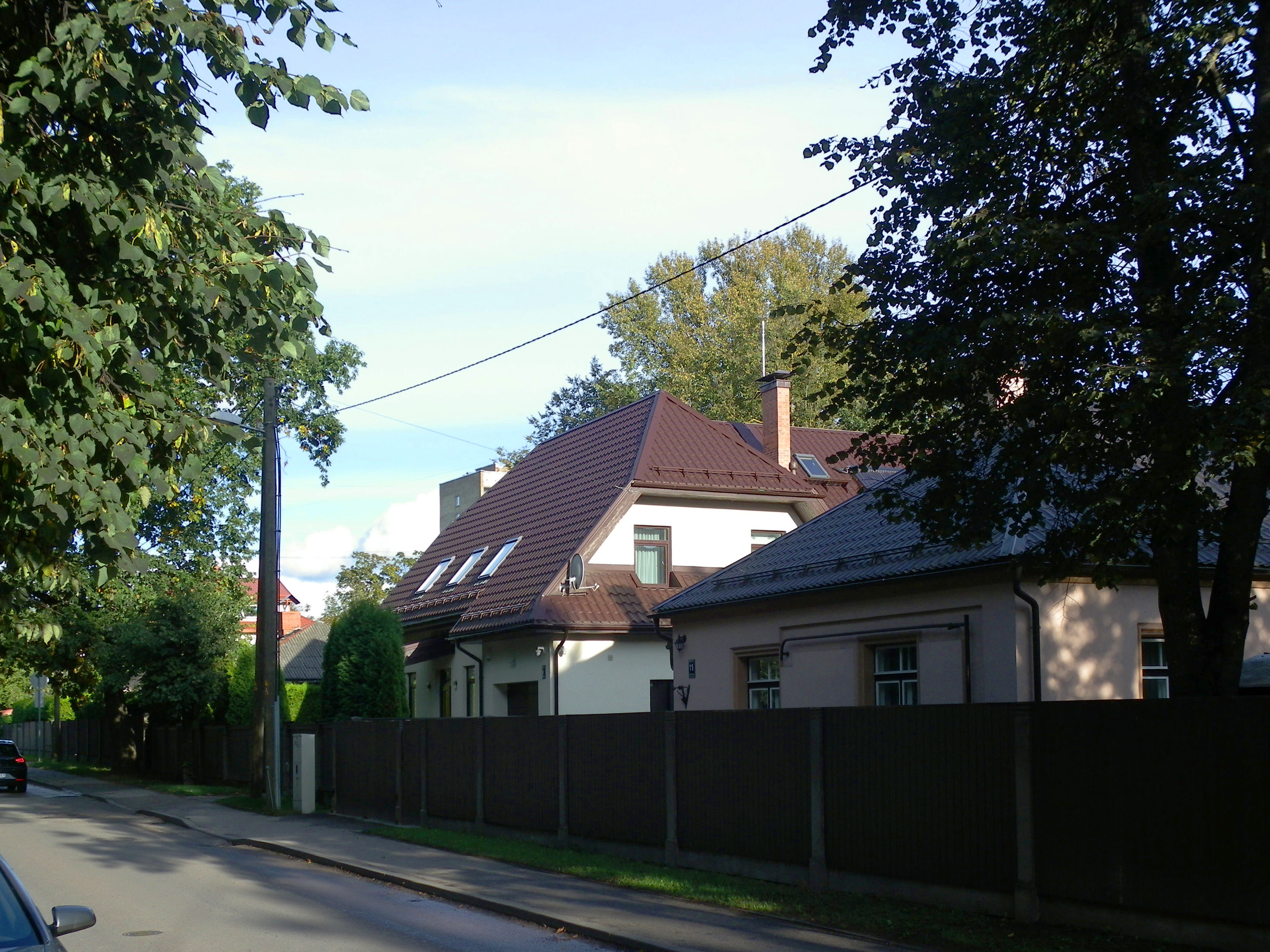
Частная застройка улицы
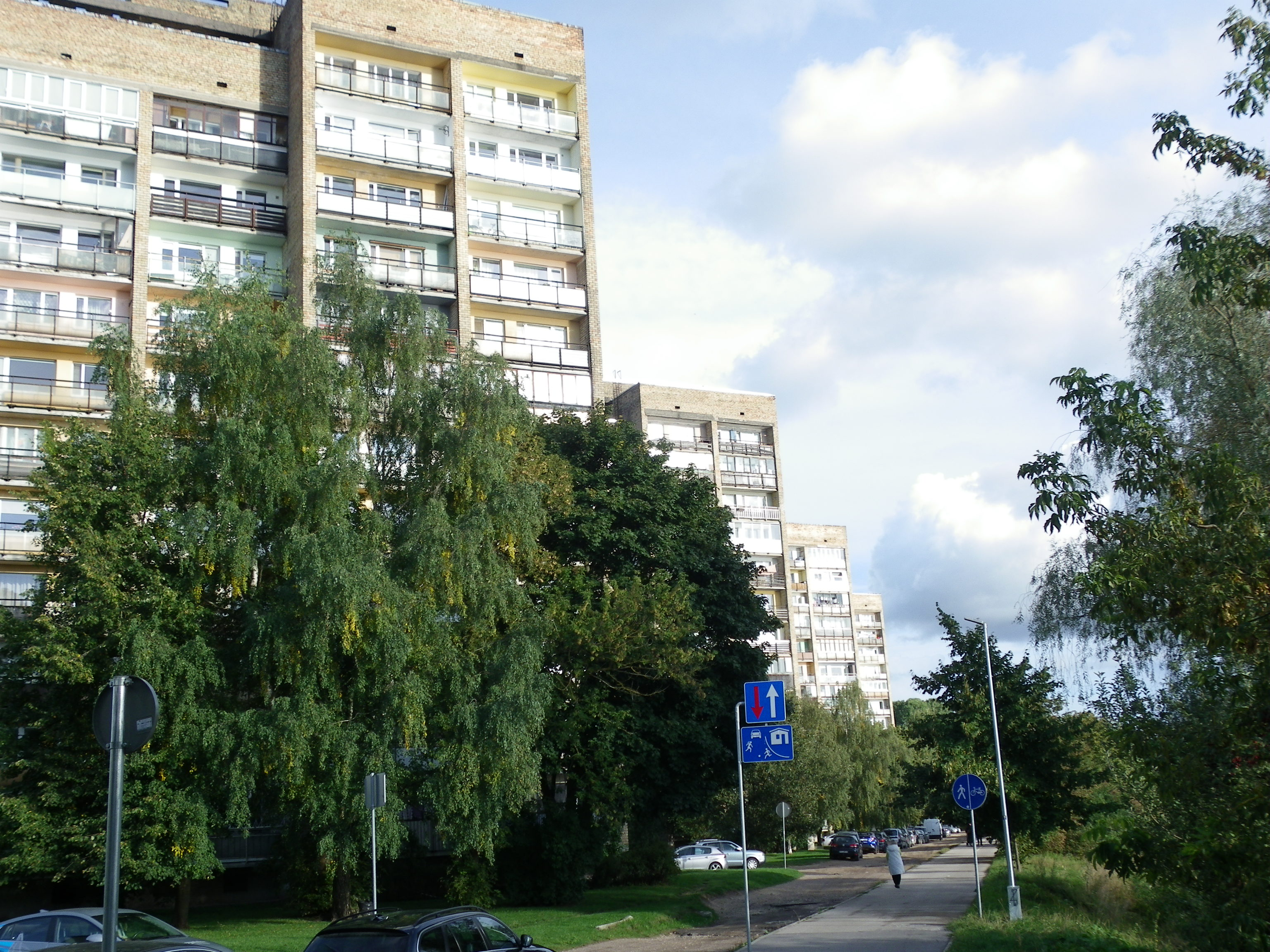
Променад вдоль ул. Каниера
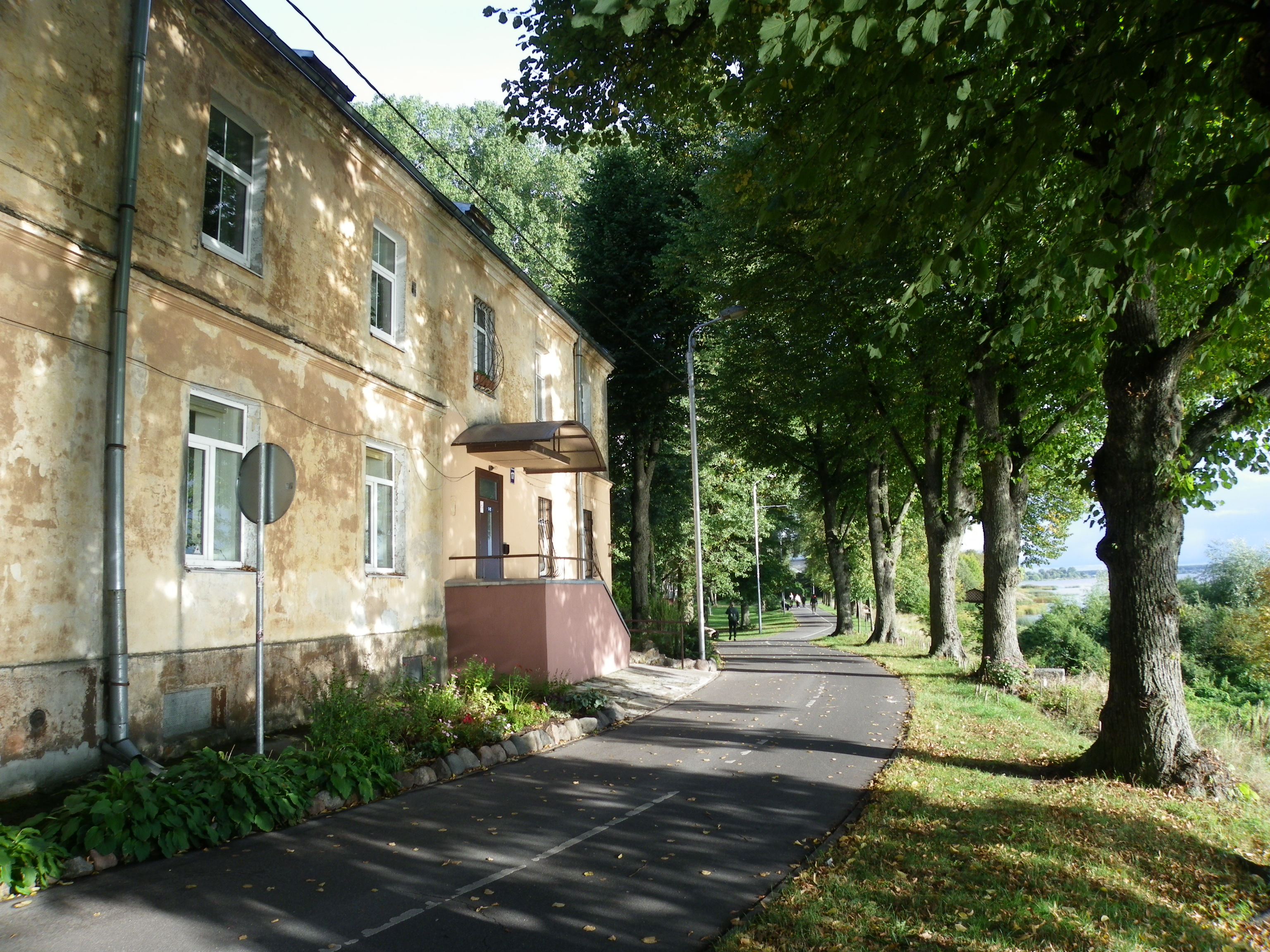
Дом № 17